# Региональные выборы в Эмилии-Романье (2020)
Региональные выборы 2020 года в Эмилии-Романье состоялись 26 января. Дата проведения выборов была законодательное перенесена с ноября 2019 года на более позднее время для того, чтобы действующий созыв регионального совета мог принять бюджет и избежать таким образом приостановки работы региональной администрации. Победителем в упорной борьбе стал набравший 51 % голосов (более чем в два раза больше, чем на прошлых выборах) левоцентрист Стефано Боначчини, кандидат от Демократической партии, поддержанный другими левыми и левоцентристскими партиями. Основным оппонентом левых выступила кандидат от правоцентристской коалиции Лючия Боргонцони (ит., поддержана партиями Лига Севера, Вперёд, Италия и Братья Италии и другими).

## Предыстория
Начиная с 1970 года (когда регионы Италии приобрели автономию и были проведены первые региональные выборы) большинство в региональном совете Эмилии-Романьи принадлежало левым и левоцентристским партиям что позволяло рассматривать её как один из регионов «красного пояса» страны. На десяти предыдущих выборах в Эмилии-Романье Итальянская коммунистическая партия и её наследники (в итоге в основном объединившиеся в Демократическую партию выигрывали выборы с преимуществом более чем в 20 п. п. и формировали коалиционное правительство левых сил.
Досрочные выборы 2014 года, назначенные после коррупционного расследования вокруг тогдашнего президента региона Васко Эррани (позднее был оправдан), характеризовались очень низкой явкой избирателей (37,7 % против 68 % в 2010 году). Демотивированность левого электората также показывала низкая активность на праймериз левоцентристской коалиции, в которых приняло участие рекордно низкое количество избирателей (всего 58 тыс., что меньше, чем зарегистрированных членов одной Демократической партии в регионе).

## Результаты выборов
|                                    |                                    |                |                | | |           |       |       |
| Коалиция                           | Коалиция                           | Голоса         | %              | Партия | Партия | Голоса    | %     | Места |
|                                    | Стефано Боначчини                  | 1 195 742      | 51,42          | | Демократическая партия | 749 976   | 34,69 | 22    |
|                                    | Стефано Боначчини                  | 1 195 742      | 51,42          | Президент Боначчини (Действие — Италия в коммуне — Центристы за Европу — Возможное — Италия Вива — Демократический центр) | 124 591 | 5,76      | 3     |       |
|                                    | Стефано Боначчини                  | 1 195 742      | 51,42          | Смелая, экологичная и прогрессивная Эмилия-Романья (Первая статья — Итальянские левые — èViva — DiEM25)                   | 81 419 | 3,77      | 2     |       |
|                                    | Стефано Боначчини                  | 1 195 742      | 51,42          | Зеленая Европа | 42 156 | 1,95      | 1     |       |
|                                    | Стефано Боначчини                  | 1 195 742      | 51,42          | Плюс Европа — Итальянская социалистическая партия — Итальянская республиканская партия)                                   | 33 087 | 1,53      | -     |       |
|                                    | Стефано Боначчини                  | 1 195 742      | 51,42          | Вольт — Эмилия-Романья | 9 253 | 0,43      | -     |       |
|                                    | Лючия Боргонцони (ит.)             | 1 014 672      | 43,63          | | Лига Севера | 690 864   | 31,95 | 14    |
|                                    | Лючия Боргонцони (ит.)             | 1 014 672      | 43,63          | Братья Италии | 185 796 | 8,59      | 3     |       |
|                                    | Лючия Боргонцони (ит.)             | 1 014 672      | 43,63          | Вперед, Италия | 55 317 | 2,56      | 1     |       |
|                                    | Лючия Боргонцони (ит.)             | 1 014 672      | 43,63          | Проект Эмилия-Романья — Гражданская сеть президента Боргонцони                                                            | 37 462 | 0,29      | -     |       |
|                                    | Лючия Боргонцони (ит.)             | 1 014 672      | 43,63          | Давайте меняться! — Народ семьи                                                                                           | 6 341 | 0,29      | -     |       |
|                                    | Лючия Боргонцони (ит.)             | 1 014 672      | 43,63          | Молодежь за окружающую среду                                                                                              | 6 007 | 0,28      | -     |       |
| Место коалиции                     | Место коалиции                     | Место коалиции | Место коалиции | 1 | |           |       |       |
|                                    | Симоне Бенини                      | 80 823         | 3,48           | | Движение пяти звёзд | 102 595   | 4,74  | 2     |
|                                    | Доменико Батталья                  | 10 979         | 0,47           | | Движение 3V | 11 187    | 0,52  | -     |
|                                    | Лаура Бергамини                    | 10 269         | 0,44           | | Коммунистическая партия | 10 287    | 0,48  | -     |
|                                    | Марта Колло                        | 7 029          | 0,30           | | Власть народу! | 8 048     | 0,37  | -     |
|                                    | Стефано Лульи                      | 5 983          | 0,26           | | Другая Эмилия-Романья (Партия коммунистического возрождения — Партия итальянских коммунистов — Партия Юга — Гуманистическая партия) | 7 830     | 0,36  | -     |
| Всего                              | Всего                              | 2 325 497      | 100            | Всего | Всего | 2 162 216 | 100   | 49    |
| Пустые бюллетени                   | Пустые бюллетени                   | 11 932         | 0,50           | | |           |       |       |
| Недействительные бюллетени         | Недействительные бюллетени         | 36 251         | 1,53           | | |           |       |       |
| Зарегистрированные избиратели/Явка | Зарегистрированные избиратели/Явка | 3 508 179      | 67,67          | | |           |       |       |
| Источник:                          |                                    |                |                | | |           |       |       |